# Subak
Subak war eine Bezeichnung für eine Kampfsportart in Korea. Es ist weitgehend unklar, was Subak einmal dargestellt hat, da keine Kampfart unter diesem Namen überliefert wurde und keinerlei alte Quellen bekannt sind, in denen der Name mit einer zugehörigen Beschreibung einer Bewegungslehre auftaucht. Aus unten aufgelisteten Quellen sind lediglich folgende Fakten bekannt:
- Subak war, zumindest unter anderem, auch eine Wettkampfsportart und somit dem heutigen Taekkyon ähnlich.
- Einige Könige waren dem Subak gegenüber positiv eingestellt.

Erste zahlreiche kurze Erwähnungen finden sich laut R.W. Young in  der „Koryo Sa“ (Geschichte Goryeos), wo in diesem Zusammenhang auch höfische Funktionen und militärisches Training des Subak beschrieben werden. Da alle Texte (auch die unten aufgelisteten Quellen) über Subak auf Chinesisch verfasst wurden, wird Subak dort mit den entsprechenden chinesischen Zeichen geschrieben. Auf Chinesisch werden diese „shǒu bó“ (手 = Hand, 搏 = Kampf) ausgesprochen. Dies bedeutet jedoch nicht, dass diese Kampfkunst chinesischen Ursprungs ist. Über den Ursprung ist nichts Genaues bekannt (vgl. R.W. Young: Geschichte und Entwicklung des Tae Kyon).
Subak ist bis zum Erscheinen des Textes „Manmulbo“ (aus der Joseon-Dynastie stammend, vermutlich um 1790) die einzig erwähnte Kampfart in Korea. Vielleicht stellte das Wort daher eine Art Oberbegriff für alle Kampfformen in Korea dar, hier kann nur spekuliert werden. Im Manmulbo findet sich dann erstmals der Begriff „Tak-Kyon“ (also mit „a“ statt mit „ae“) und zwar, ebenfalls erstmals, in koreanischer Schrift (Hangeul).
Aufgrund der Quellenlage, insbesondere der Aussagen im Manmulbo, liegt es nahe, dass sich Subak irgendwann zu Taekgyeon entwickelt hat oder der Begriff eine Zeit lang synonym zu Taekgyeon verwendet wurde. Koreaner verwenden die beiden Begriffe heutzutage häufig in austauschbarer Weise, was allerdings auch damit zusammenhängen kann, dass viele mangels besseren Wissens beides für dasselbe halten.
Es kann allerdings auch vermutet werden, dass sich Taekgyeon und Ssireum später aus dem Subak herausdifferenzierten.
Insgesamt bleibt die genaue ursprüngliche Bedeutung von Subak und auch die Anfänge dieser Kampfkunst im Dunklen.
Hwang Kee nannte seine Kampfkunstentwicklung Dangsudo später in „Subakdo“ um, vermutlich um einen genuin koreanisch klingenden Begriff zu verwenden. Er behauptete selbst jedoch nie, sein Stil habe etwas mit dem historischen Subak gemein gehabt.

## Auflistung aller bekannter historischer schriftlichen Quellen
„Man rekrutiert Männer, dann wird ein Subak-Wettkampf organisiert. Jene, die mehr als drei Gegner besiegen, werden rekrutiert, um den militärischen Spezialtruppen anzugehören. (의흥부에서 군사를 뽑는데 수박희를 시켜 세사람을 이긴 사람을 방패군으로 삼았다)“

„Der König kam, um ein Subak-Spielanzusehen. (왕이 상춘정에 나가 수박희를 구경하였다)“

„Der König selbst macht ein Subak-Spiel. (왕이 직접 수박희를 하였다)“

„„Byun und Subak sind Byun, Kakryuk ist Mu und all diese werden Takkyon [sic!] in Hangeul genannt.“ ("卞 手搏爲卞 角力爲武 苦今之탁견")“

## Schreibweisen
Manchmal wird die Silbe „hui“ (auch transkribiert als „hi“) angehängt. Hui (희 / 戱) bedeutet „Spiel“. Dies weist darauf hin, dass Subak dem heutigen Taekkyon ähnlich war, denn auch Taekkyon wird neben seiner Bedeutung als Selbstverteidigung als Spiel verstanden.
Die Schreibweise ist im Lateinischen dann entweder Subakhi, Soobakhi oder Soobak-hui etc. Auch das Anhängen von -i bzw. -ki kommt hin und wieder vor.
Abweichend von offiziellen Transkriptionsregeln findet man auch häufig ein „h“ hinter dem zweiten Vokal, dann z. B. „Soobahk“ oder „Subahk“ etc. geschrieben.